# Roundcube
Roundcube é um cliente de correio para visualizar mensagens de correio (e-mail) através de uma página web, à qual se pode aceder a partir de qualquer navegador com acesso à Internet. A partir dele é possível efetuar todas as operações necessárias para gerir os e-mails e até utilizá-lo como agenda de contactos e calendário.
Roundcube é lançado sob a licença GPL, o que o torna um software livre.

## Principais características
- Disponível em 65 idiomas.
- Arrastar e largar para gerir as mensagens de correio eletrónico.
- Suporte total para mensagens MIME e HTML.
- Sistema sofisticado de proteção da privacidade.
- Composição de mensagens com anexos.
- Múltiplas identidades de remetente.
- Composição de e-mail em HTML avançado.
- Reencaminhar mensagens com anexos.
- Pesquisa de mensagens e contactos.
- Verificação ortográfica.
- Gestão de pastas IMAP.
- Suporte para servidor SMTP externo.
- Cache de acesso rápido à caixa de correio.
- Número ilimitado de utilizadores e mensagens.
- Sistema de modelos de skins personalizados.

## Requisitos do servidor
- Servidor Web Apache HTTP Server, Lighttpd ou Cherokee
- PHP versão 5.2.1 ou superior
- Bases de dados PostgreSQL, SQLite ou MySQL, MariaDB
- Um servidor IMAP com suporte IMAP4 rev1
- Um servidor SMTP (recomendado) ou um servidor PHP configurado para entrega de correio eletrónico